# Dekanat hradecki
Dekanat hradecki (cz.: královéhradecký děkanát) – jeden z 7 dekanatów w greckokatolickim egzarchacie apostolskim Republiki Czeskiej.

## Parafie
W skład dekanatu wchodzą 2 parafie:
1. parafia św. Józefa – Hradec Králové
2. parafia Siedmiu Boleści NMP – Pardubice

## Sąsiednie dekanaty
brneńsko–ołomuniecki, ostrawsko–opawski, praski, liberecko–chomutowski